# Ястшембово
Ястшембово (пол. Jastrzębowo, нім. Rosenau) — село в Польщі, у гміні Тшемешно Гнезненського повіту Великопольського воєводства.
Населення — 234 особи (2011).
У 1975-1998 роках село належало до Бидгощського воєводства.

## Демографія
Демографічна структура станом на 31 березня 2011 року:
|          | Загалом | Допрацездатний вік | Працездатний вік | Постпрацездатний вік |
| -------- | ------- | ------------------ | ---------------- | -------------------- |
| Чоловіки | 122     | 30                 | 79               | 13                   |
| Жінки    | 112     | 26                 | 66               | 20                   |
| Разом    | 234     | 56                 | 145              | 33                   |